# 坦塞和蓬特勒博
坦塞和蓬特勒博（法語：Tincey-et-Pontrebeau，法語發音：[tɛ̃sɛ e pɔ̃tʁəbo]）是法国上索恩省的一个市镇，属于沃苏勒区。

## 地理
坦塞和蓬特勒博（47°36'24"N, 5°47'34"E）面积6.95 平方千米，位于法国勃艮第-弗朗什-孔泰大區上索恩省，该省份为法国东部内陆省份，北起顺时针与孚日省、贝尔福地区省、杜省、汝拉省、科多尔省和上马恩省接壤。
与坦塞和蓬特勒博接壤的市镇（或旧市镇、城区）包括：拉翁库尔、芒布雷、索恩河畔赖、勒科洛涅、特莱。

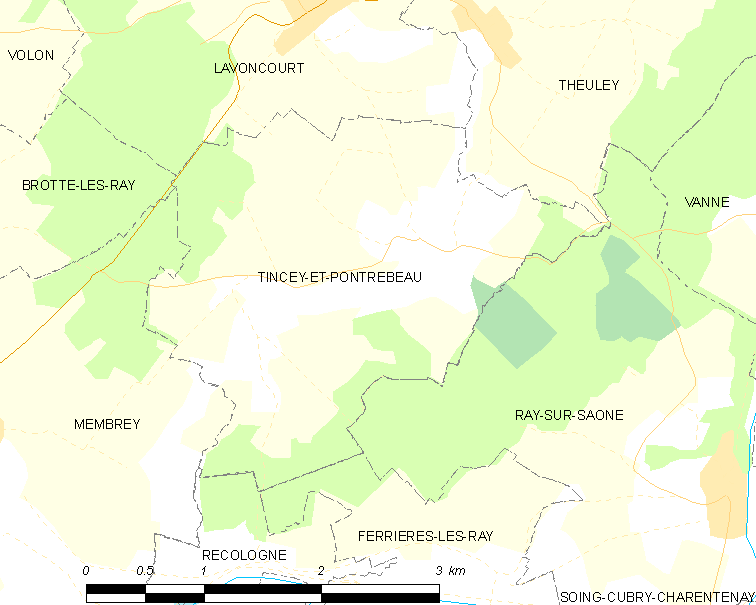
坦塞和蓬特勒博的OSM定位图

坦塞和蓬特勒博的时区为UTC+01:00、UTC+02:00（夏令时）。

## 行政
坦塞和蓬特勒博的邮政编码为70120，INSEE市镇编码为70502。

## 政治
坦塞和蓬特勒博所属的省级选区为萨隆河畔当皮埃尔县。

## 人口

1962-2008年间坦塞和蓬特勒博人口变化图示

坦塞和蓬特勒博于2022年1月1日时的人口数量为82人。